# Alfonso d’Este di Montecchio

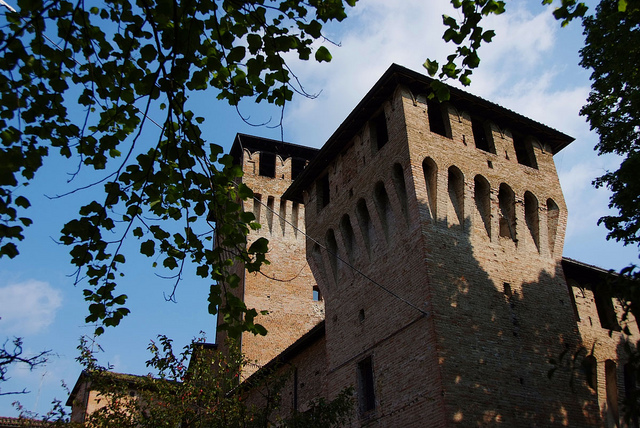
Castello di Montecchio

 Alfonso d’Este di Montecchio (* 10. März 1527; † 1. November 1587) war Markgraf von Montecchio und ein außerehelicher Sohn von Alfonso I. d’Este, Herzog von Ferrara, Modena und Reggio. Er wurde durch seinen Sohn Cesare d’Este zum Stammvater der jüngeren Linie des Hauses Este – der Herzöge von Modena und Reggio – da die Hauptlinie der Este im Jahre 1597 mit Herzog Alfonso II. d’Este erloschen war.

## Herkunft

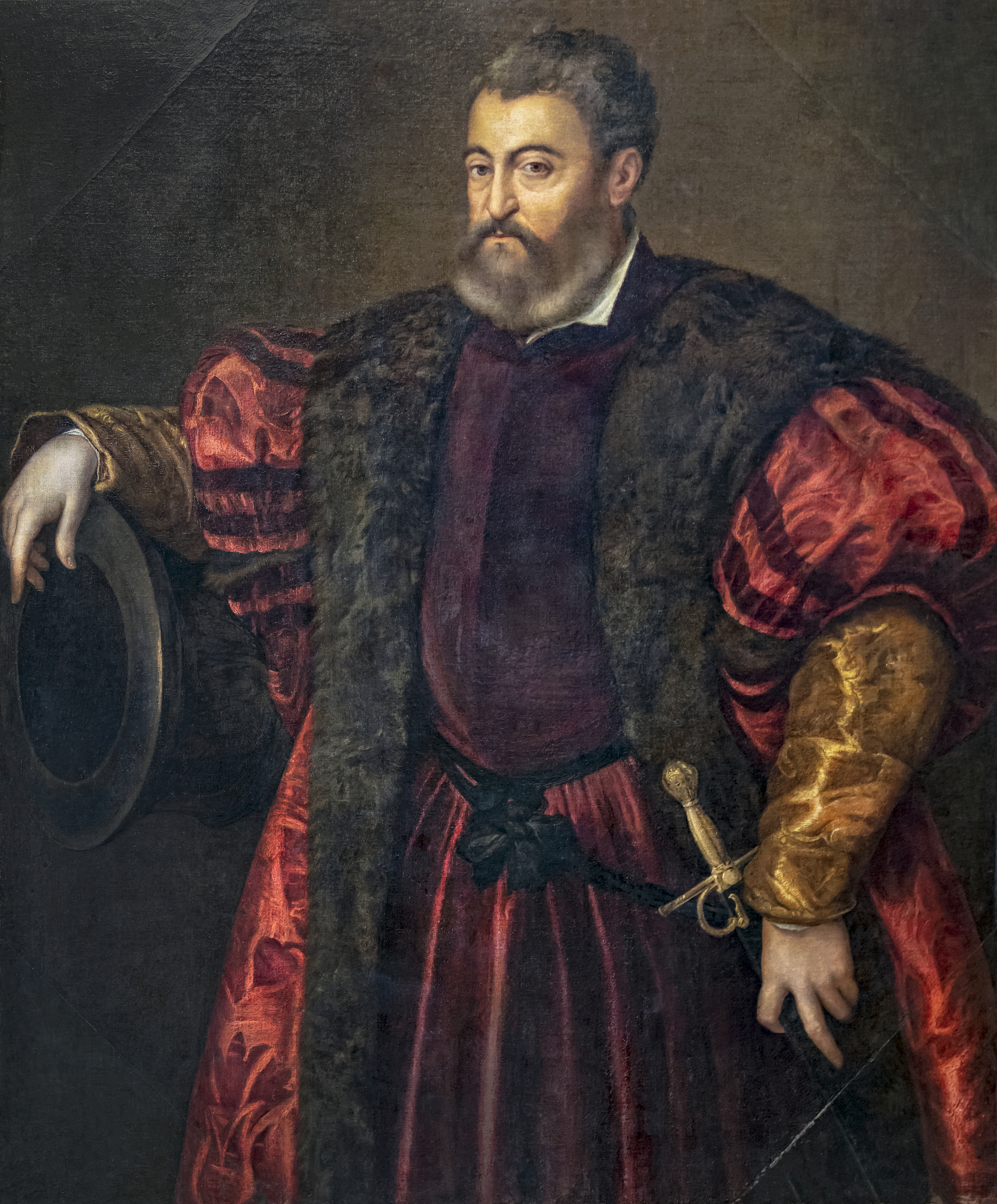
Alfonso I d’Este, Vater von Alfonso d’Este di Montecchio

Alfonso d´Este stammt aus dem Haus der Este, das zu den ältesten Adelsfamilien Italiens zählt, da es bereits 951 als Markgrafen auftritt und seit dem 13. Jahrhundert Ferrara und Modena beherrschte.
Seine väterlichen Großeltern waren Ercole I. d’Este, Herzog von Ferrara, Modena und Reggio von 1471 bis 1505, und dessen Gemahlin Eleonora Infantin von Aragón, eine Tochter von Ferdinand I., König von Neapel von 1548 bis 1494.
Sein Vater war Alfonso I. d’Este, der von 1505 bis 1534 als Herzog von Ferrara, Modena und Reggio regierte und der in erster Ehe seit 2. Februar 1491 mit Anna Sforza (1473–1497), eine Tochter des Herzogs von Mailand Galeazzo Maria Sforza, und in zweiter Ehe mit Lucrezia Borgia, einer Tochter von Papst Alexander VI. Borgia, verheiratet war.

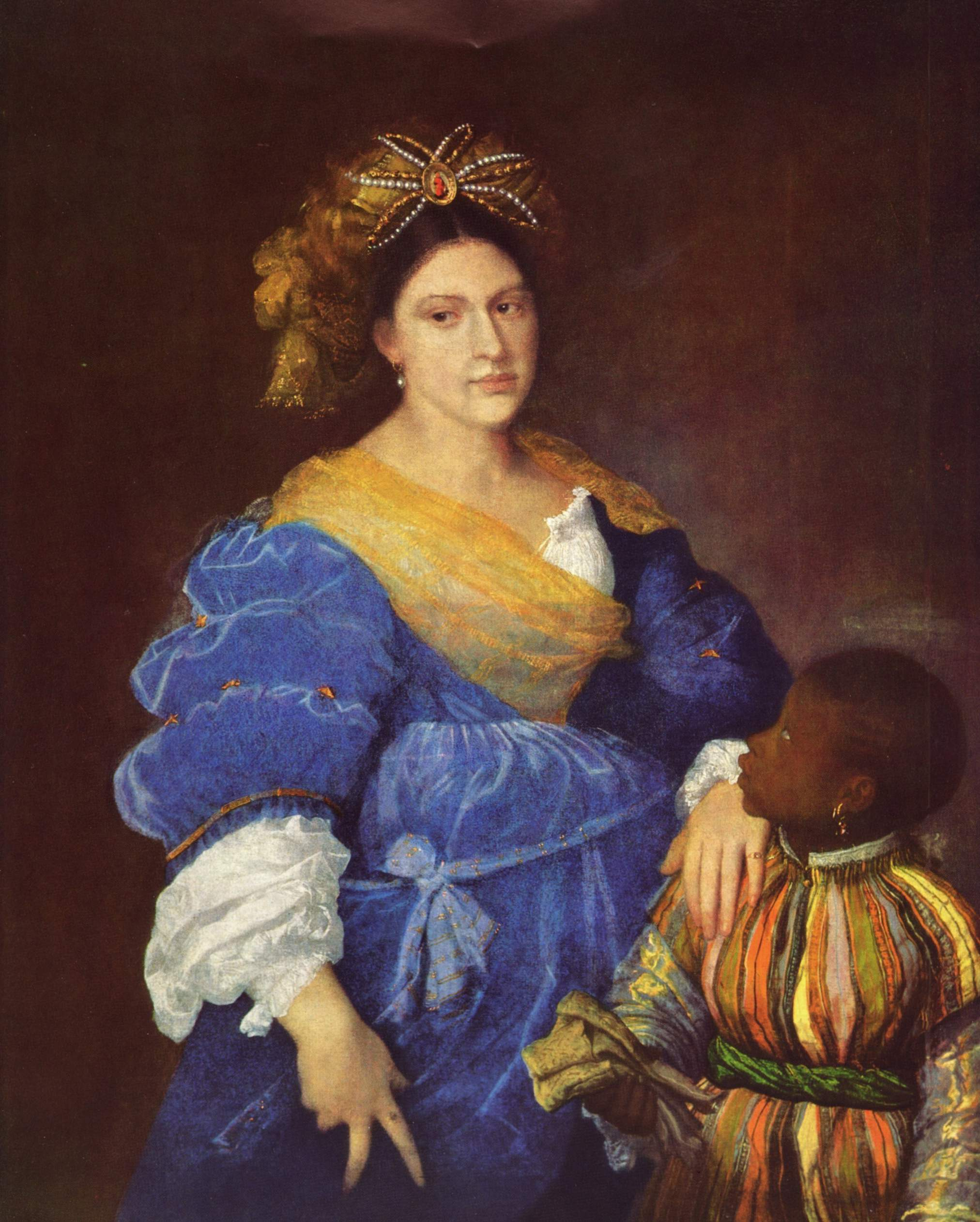
Tizian, Porträt der Laura Dianti, Mutter von Alfonso d’Este di Montecchio, um 1523

Alfonso stammte nicht aus diesen ehelichen Verbindungen, sondern war ein Sohn aus der Beziehung von Herzog Alfonso zu Laura Dianti (* 1480 in Ferrara; † 25. Juni 1573), die nach dem Tod von Lucrezia Borgia zu seiner Geliebten wurde und die er ihrer großen Bildung wegen „Eustochia“ nannte. Er stattete sie 1524 mit Ländereien aus und ließ für sie einen Palazzo – die „Palazzina della Rosa“ – erbauen, zu dem der Herzog durch einen Geheimgang direkten Zugang hatte.

## Leben

### Frage der Legitimität

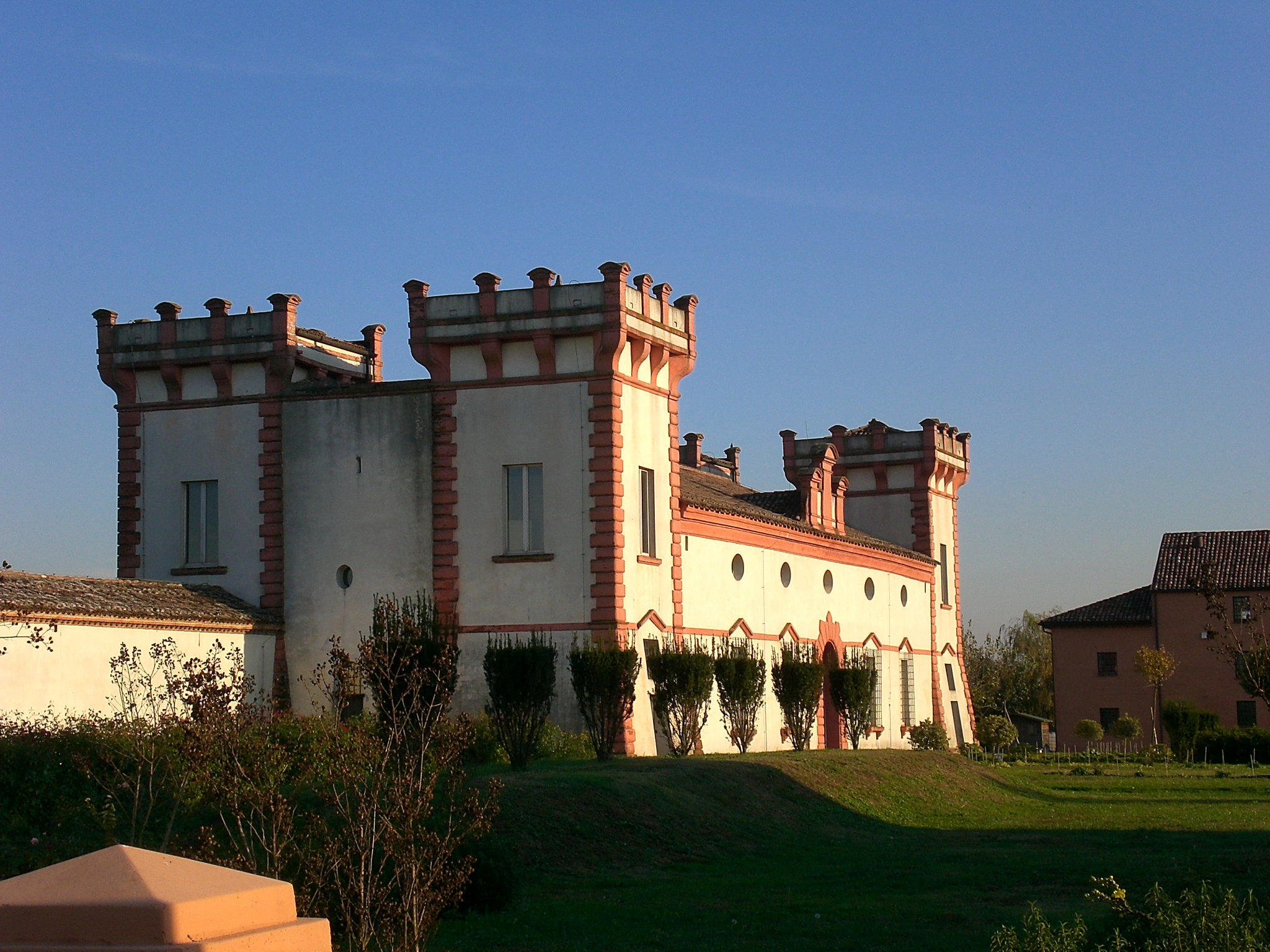
Die Delizia del Verginese

Alfonso hatte drei ältere legitime Brüder, Ercole II. d’Este (* 4. April 1508; † 3. Oktober 1559), der 1534 als Herzog nachfolgte, Ippolito II. d’Este (* 25. August 1509; † 2. Dezember 1572), seit 1538 Kardinal, und Francesco d’Este (* 1. November 1516; † 22. Februar 1578), Fürst von Massa, während Alfonso nicht nur als jüngerer, sondern vor allem als außerehelicher Sohn kaum Chancen auf eine besondere Laufbahn hatte.
Die Frage der Legitimierung seiner Geburt war daher für ihn wesentlich. Sein Vater Herzog Alfonso I. setzte den ersten Schritt, indem er Alfonso am 18. April 1532 durch den Kardinal Innozenzo Cibo legitimieren ließ. Darüber hinaus soll Herzog Alfonso l. seine Geliebte Laura Dianti wenige Tage vor seinem Tod geheiratet haben. Damit wäre die Frage erledigt, allerdings konnte trotz intensiver Nachforschungen kein dokumentarischer Nachweis darüber gefunden werden. Einen nachweisbaren Schritt setzte Herzog Alfonso I. jedoch in seinem Testament vom 28. August 1533, in dem er zwar Laura Dianti nicht erwähnt, jedoch die beiden Söhne, die Laura Dianti ihm geboren hatte, Alfonso d’Este selbst und seinen jüngeren Bruder Alfonsino d’Este (* 1530; † 1547) ausdrücklich als seine Söhne anerkennt, ihnen die Delizia del Verginese und Alfonso getrennt die Herrschaft Montecchio vererbte. Die Frage der Legitimität von Alfonsos Geburt war damit ohne große Bedeutung, da er von seinem Vater anerkannt, kirchlich legitimiert und mit angemessenen Gütern ausgestattet war.
Zehn Jahre nach seinem Tod gewann diese Frage jedoch entscheidende Bedeutung, da die Hauptlinie der Este mit Alfonso II. d’Este, der von 1559 bis 1597 als Herzog von Ferrara, Modena und Reggio regiert hatte, mit dessen Tod am 27. Oktober 1597 erlosch und sich damit die Frage der Nachfolge in den Herzogtümern stellte.
Alfonso II. hatte vorsorglich seinen Cousin Cesare d’Este – den ältesten überlebenden Sohn von Alfonso von Montecchio – zu seinem Nachfolger bestimmt. Diese Regelung wurde von dessen wichtigstem Lehensherren – dem römisch-deutschen Kaiser – akzeptiert, der daher die Herzogtümer Modena und Reggio als kaiserliche Lehen 1597 an Cesare d’Este übertrug.
Papst Clemens VIII. war Lehensherr des Herzogtums Ferrara und bemüht, den Kirchenstaat zu stärken. Er verwies auf die außereheliche Geburt von Cesares Vater Alfonso von Montecchio und weigerte sich daher, Cesare d’Este mit Ferrara zu belehnen. Er zog das Herzogtum Ferrara als erledigtes Lehen ein, zwang Cesare 1598 auf Ferrara zu verzichten und vereinigte dieses Herzogtum mit dem Kirchenstaat.

### Laufbahn
Alfonso wurde gemeinsam mit seinem Bruder von seiner Mutter erzogen, die für den Unterricht bekannte Humanisten, wie Giambattista Giraldi Cinzio gewann, sich um die Verwaltung des Besitzes kümmerte und an ihrem kleinen Hof zugleich Intellektuelle wie Pellegrino Morato, Giraldi Cintho, Battista Guarini, Camillo Filippi, Luigi Grotto und andere um sich scharte, so dass Alfonso eine ausgezeichnete humanistische Erziehung erhielt. Seine Mutter Laura Dianti wurde durch das Porträt, das Tizian von ihr anfertigte, „unsterblich“.
Alfonso schlug als Kondottiere eine bewegte militärische Laufbahn ein, wurde 1546 Hauptmann der Kavallerie in spanischen Diensten, trat 1556 in den Dienst seines Neffen, des Herzogs Alfonso II. von Ferrara ein, trat dann 1559 in französische Dienste ein, wobei ihn König Karl IX. in den Ordre de Saint-Michel (Michaelsorden) aufnahm, den König Ludwig XI. 1469 als Gegenstück zum burgundischen Orden vom Goldenen Vlies gegründet hatte.
Offensichtlich um Alfonso davon abzuhalten, sich trotz des kaiserlichen Lehens Montecchio ganz an Frankreich anzulehnen, wurde Montecchio am 13. Oktober 1562 von Kaiser Ferdinand II. zur Markgrafschaft unter gleichzeitiger Verleihung des Münzrechtes erhoben. Dieses Privileg wurde von Kaiser Maximilian II. am 5. Februar 1570 bestätigt. Dieses Entgegenkommen dürfte jedoch nicht sehr überzeugend gewesen sein, denn ab 1567 stand Alfonso im Dienst des Herzogs Emanuel Philibert von Savoyen († 1580), genannt „Eisenkopf“ und wurde im selben Jahr zum Rat des Königs von Frankreich ernannt.

## Ehe und Nachkommen
Alfonso heiratete am 3. Jänner 1549 in erster Ehe Giulia Feltria della Rovere, Prinzessin von Urbino, (* 1531 in Casteldurante; † 4. April 1563 in Ferrara), eine Tochter von Francesco Maria I. della Rovere Herzog von Urbino und der Eleonora Gonzaga della Rovere Prinzessin von Mantua und in zweiter Ehe 1584 Violante Signa, eine Tochter des Alberto Signa, Hofmann der Herzöge von Ferrara.
Kinder aus erster Ehe:
- Alfonsino d’Este (* 11. November 1560; † 4. September 1578), ⚭  seine Cousine Marfisa d’Este (* um 1554 in Ferrara; † 16. Oktober 1608 in Ferrara) eine außereheliche Tochter von Francesco d’Este.
- Cesare d’Este (* 8. Oktober 1552 in Modena; † 11. Dezember 1628), Herzog von Modena und Reggio (1598–1628), ⚭ Virginia de’ Medici (* 29. Mai 1568; † 15. Jänner 1615), einer Tochter von Cosimo I. de’ Medici, 1537 Herzog, seit 1569 Großherzog von Toskana
- Eleonora d’Este (* 1561 in Ferrara; † 1637 in Modena) ⚭ 1594 Carlo Gesualdo, Fürst von Venosa, Graf von  Conza und Herr von Gesualdo, ein bekannter Komponist († 1613 in Gesualdo)
- Ippolita d’Este (* 1565; † 1602) ⚭ Federico II. Pico, Fürst von Mirandola und Markgraf von Concordia († 1602)

Außerehelich:
- Alessandro d’Este (* 5. Mai 1568; † 13. Mai 1624), Kardinal (1599–1624), Gouverneur von Tivoli